# Die Frau im Beton
Die Frau Im Beton (englisch: The Concrete Blond) ist der dritte Roman des US-amerikanischen Krimi-Autors Michael Connelly. Es ist das dritte Buch der Harry-Bosch-Serie, erschienen 1994, auf Deutsch 1997.

## Handlung
Harry Bosch steht vor Gericht. Vor vier Jahren hat Bosch einen Serienmörder, „The Dollmaker“ Norman Church, erschossen. Eine Prostituierte war Church knapp entkommen und führte Bosch zu einer Garage. Bosch brach die Tür auf und richtete seine Pistole auf Church. Church griff unter ein Kissen und Bosch dachte, dass er zu einer Waffe greifen wollte. Bosch schoss auf Church, der tödlich verletzt wurde. Unter dem Kissen lag jedoch keine Waffe, sondern das Toupet des „Puppenmachers“.
Churchs Witwe klagt Bosch in einem Zivilprozess an. Sie wird durch die Menschenrechtsanwältin Honey Chandler vertreten. Chandler gelingt es Zweifel zu streuen, ob Norman Church tatsächlich der „Puppenmacher“ war.
Am ersten Tag des Prozesses erhält die Polizei einen Hinweis auf ein Mordopfer, die Tote im Beton. Sie finden die Tote und sie trägt die Tatmerkmale des „Puppenmachers“: groteskes Make-up und ein kleines weißes Kreuz auf dem Zeh. Es sieht ganz so aus, als ob der aktuelle Hinweis vom „Puppenmacher“ stammt, Norman Church also nicht der Serienmörder gewesen sein konnte. Außerdem kann Chandler beweisen, dass Church zum Zeitpunkt des letzten der Morde ein Alibi hatte.
Hat Bosch etwa einen Unschuldigen erschossen? Er selbst hat keine Zweifel daran, dass Church der „Puppenmacher“ war – also muss es einen zweiten Serienmörder geben. Die Jagd beginnt, während sich gleichzeitig Boschs Position vor Gericht immer mehr verschlechtert.
Harry Bosch kann die Identität der Toten herausfinden. Es ist die Porno-Darstellerin Rebecca Kaminski, die unter dem Namen „Magna Cum Loudly“ auftrat. Er nimmt sich alle Ermittlungsakten nochmals vor, insgesamt 12 Sexualmorde; 11, die dem „Dollmaker“ zugerechnet wurden und den neuen Fall. Ihm fällt etwas auf, was ihm in den Ermittlungen vor vier Jahren entgangen war: ein Muster. Die Fälle sieben und elf haben Merkmale, die sie mit dem aktuellen Fall gemeinsam haben und die sie von den anderen Fällen unterscheiden. Harry Bosch vermutet, dass es einen Nachahmungstäter gab, der diese drei Morde begannen hat. Und: dieser zweite Täter muss interne Informationen der Polizei besitzen, denn einige Mordmerkmale waren vor der Öffentlichkeit geheim gehalten worden. War der zweite Täter womöglich aus den Reihen der Polizei?
Bosch verdächtigt Raymond „Ray“ Mora vom Sittendezernat, der Nachahmungstäter zu sein und sorgt dafür, dass Mora beschattet wird. Das Beschattungsteam sieht, dass Mora in ein Kino geht und benachrichtigt Bosch. Bosch bricht in das Haus von Mora ein und durchsucht es. Er entdeckt eine professionelle Videoausrüstung und eine Aufnahme, die Mora beim Sex mit Minderjährigen zeigt, mit einem Jungen und einem Mädchen. Mora ist also nicht der Nachahmungstäter. Mora hat die Überwachung bemerkt und ist aus dem Kino entwischt. Er überrascht Bosch und versucht ihn umzubringen. Doch Bosch kann ihn überwältigen. Da die Durchsuchung illegal war, kann sie nicht vor Gericht gegen Mora verwendet werden. Bosch und seine Kollegen zwingen Mora dazu, den Dienst bei der Polizei zu quittieren.
Am Tag darauf wird das Urteil verkündet: Bosch wird für schuldig erklärt, in zwei Punkten, die Rechte von Norman Church verletzt zu haben. Doch die Jury verpflichtet das LAPD nur zu jeweils einem Dollar Schadenersatz. Merkwürdigerweise ist die Anwältin der Anklage, Honey Chandler, nicht zur Urteilsverkündung erschienen. Bosch erhält einen neuen Brief des Täters, der mit einem weiteren Mord prahlt. Bosch erschrickt zutiefst, denn er denkt, dass seine Freundin Sylvia Moore das Opfer ist. Tatsächlich ist die Anwältin das Opfer, denn auch sie hatte einen Brief des Täters, an dessen Poststempel Bosch feststellte, dass er Informationen enthielt, die der Journalist Joel Bremmer der LA Times erst Tage danach veröffentlicht hatte. Nun weiß Bosch, wer der Nachahmungstäter ist: Joel Bremmer, der Insiderwissen über den „Dollmaker“-Fall zu einem Buch verarbeitet hatte und gute Kontakte zu Polizeikreisen hat. In einer gewagten Soloaktion gelingt es Bosch Bremmer in seinem Haus zu überwältigen und ihm ein Geständnis zu entlocken.

## Verfilmung
Die Handlung der ersten Staffel der von Amazon Studios produzierten Krimiserie Bosch aus den Jahren 2014/15 basiert u. a. auch auf Motiven aus „Die Frau im Beton“. So steht Bosch wegen des Verdachts vor Gericht, einen Unschuldigen erschossen zu haben. Er wird letztendlich für schuldig befunden, doch die Jury verpflichtet das LAPD nur zu einem Dollar Schadenersatz.

## Querbezüge
Sylvia Moore ist die frühere Frau des Polizisten Calexico Moore, einer Hauptfigur im Vorläuferroman Schwarzes Eis.
In einem späteren Roman von Michael Connelly – Unbekannt verzogen (Chasing the Diem) von 2002 – war die Schwester der Hauptfigur Henry Pierce ein Opfer des Dollmakers Norman Church.

## Rezeption
Publishers Weekly beschreibt die Handlung als „teuflisch zusammengestellte Kombination von Gerichtsdrama und Polizeiroman“. Ähnlich fasst Kirkus Reviews zusammen: Connellys dritter Roman „vermischt geschickt Cop-Thriller und Gerichtsdrama in einer dunklen, ergreifenden Geschichte, die um eine Reihe grausamer Serienmorde herum strukturiert ist“ und erteilt dem Roman die Auszeichnung ein „Juwel“ zu sein. Die Los Angeles Times schließt ihre Rezension des Romans mit der Charakterisierung: „Connelly reiht sich in die Spitzengruppe einer neuen Generation von Krimiautoren ein.“
Die Krimicouch ist in ihrer Beurteilung des Romans nicht ganz so euphorisch wie die amerikanischen Rezensenten: „Eine gut gemachte Mischung aus Gerichtsthriller und Cop-Krimi, die nicht immer voll zu überzeugen weiß. Ein Plot nach altbekanntem Strickmuster, der nur sehr selten die höchste Spannungsebene erreicht.“

## Ausgaben
- Michael Connelly: The Concrete Blonde. Little, Brown and Company, 1994, ISBN 0-316-15383-4.
- Michael Connelly: Die Frau im Beton. Aus dem Amerikanischen von Norbert Puszkar. Heyne, München 1997, ISBN 978-3-453-12511-7.
- Michael Connelly: Die Frau im Beton : Harry Boschs dritter Fall. Aus dem Amerikanischen von Norbert Puszkar. Knaur eBook, München, ISBN 978-3-426-43234-1.
- Michael Connelly: Die Frau im Beton: Der dritte Fall für Harry Bosch. Aus dem amerikanischen Englisch von Norbert Puszkar. Kampa Verlag, Zürich 2021, ISBN 978-3-311-15513-3, auch als E-Book.